# Sciara pectilinealis
Sciara pectilinealis är en tvåvingeart som beskrevs av Sutou 2004. Sciara pectilinealis ingår i släktet Sciara och familjen sorgmyggor. Inga underarter finns listade i Catalogue of Life.